# Philippe de Marne

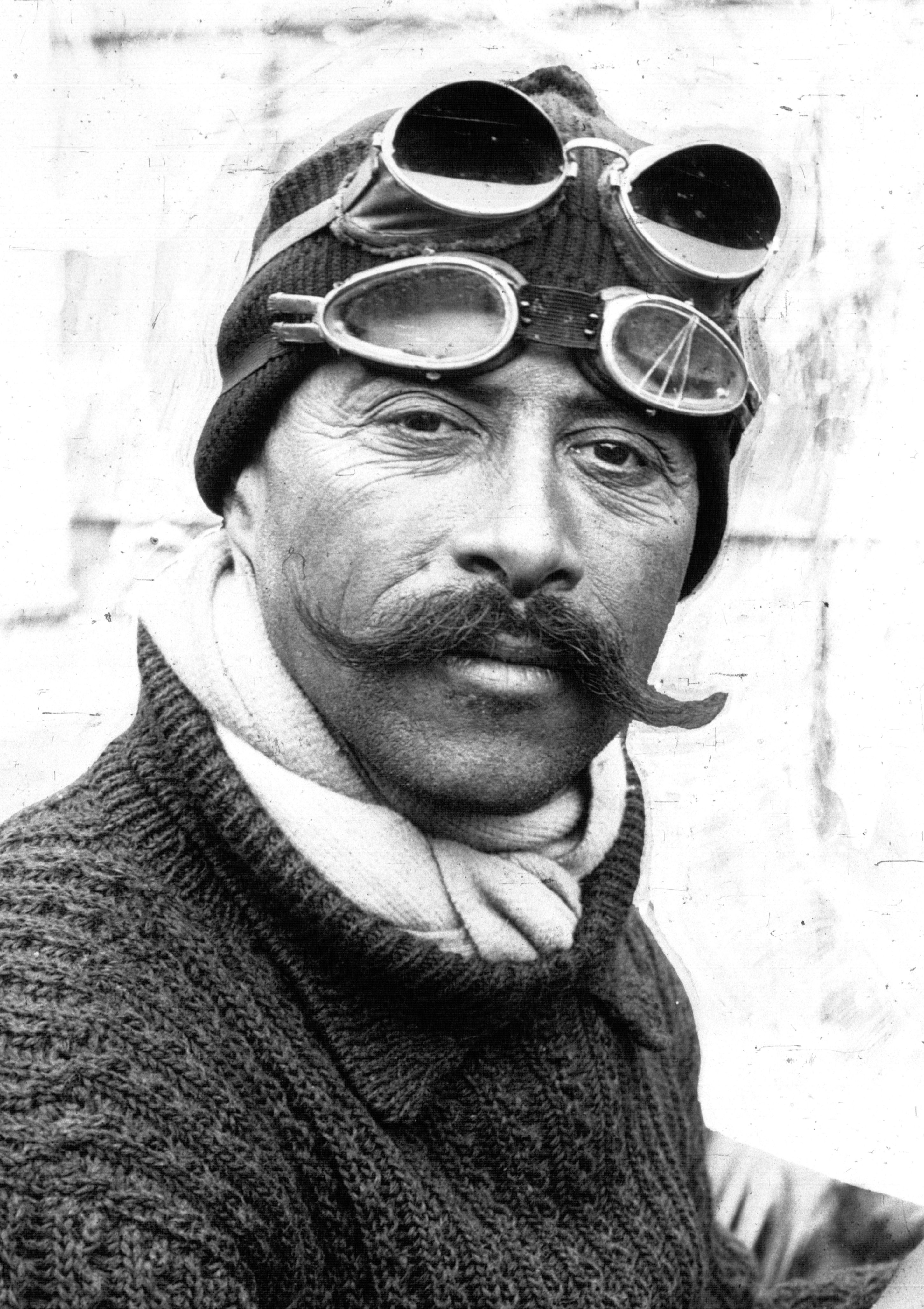
Philippe de Marne, 1912

Philippe Victor Alexandre de Marne (* 8. Februar 1873 in Paris; † 3. Mai 1955 in Boulogne-Billancourt) war ein französischer Autorennfahrer.

## Karriere
Philippe de Marne war einer der Rennfahrer, die beim ersten 24-Stunden-Rennen von Le Mans 1923 am Start waren. De Marne fuhr einen Werks-Bignan 11HP Commercial mit seinem Partner Jean Martin an die fünfte Stelle der Gesamtwertung. Im Ziel hatten die beiden Franzosen einen Rückstand von 16 Runden auf die Siegerpaarung André Lagache und René Léonard auf einem Chenard & Walcker Sport.
Auch 1924 war de Marne, der im Jahr davor Vierter bei der Bol d’Or, einem Rennen für Cyclecars auf einem Rundkurs in St. Germain wurde, in Le Mans am Start. Mit einem 6-Zylinder-Bignan und wieder mit Jean Martin als Partner, fiel er mit einem defekten Kühler allerdings vorzeitig aus.

## Statistik

### Le-Mans-Ergebnisse
| Jahr | Team                                      | Fahrzeug               | Teamkollege | Platzierung | Ausfallgrund |
| ---- | ----------------------------------------- | ---------------------- | ----------- | ----------- | ------------ |
| 1923 | Automobiles Bignan                        | Bignan 11HP Commercial | Jean Martin | Rang 5      |              |
| 1924 | Établissements Industriels Jacques Bignan | Bignan 3 Litre         | Jean Martin | Ausfall     | Kühler       |